# 陈良贤
陈良贤（1963年9月—）。男，汉族，广东惠来人，中华人民共和国政治人物。广东省社科院在职研究生，法学专业毕业。现任广东省人民政府党组成员。

## 生平
1982年7月参加工作，1985年6月加入中国共产党。早年长期供职于广东物资集团公司，历任办公室副主任，总经理助理，副总经理、党委委员，董事、总经理、党委副书记，董事长、总经理、党委书记。2012年4月，调任广晟资产经营有限公司董事长、党委书记。
2012年10月，任中共中山市委副书记、代市长，次月出任中山市人民政府市长。2013年3月，当选第十二届全国人民代表大会广东地区代表。2016年3月，任中共汕头市委书记。
2018年1月，当选为广东省人民政府副省长，同年3月不再担任中共汕头市委书记。2023年1月，卸任广东省人民政府副省长职务，继续担任广东省人民政府党组成员。